# Zamek Idstein
Zamek Idstein (niem. Burg Idstein) – zabytkowy zamek  w Idstein, w powiecie  Rheingau-Taunus, w Hesji (Niemcy).
Zamek po raz pierwszy został wymieniony w dokumentach w 1102. Kompleks zbudował hr. Udalrich około 1100 dla cesarza Henryka IV (1050–1106). Warownia, jako lenno cesarskie, w 1120 przeszła w posiadanie arcybiskupów Moguncji a następnie przekazana w ręce hr. von Nassau. W latach 1355–1605 była rezydencją starszej linii hr. Nassau-Idstein, którzy w 1546 wprowadzili reformację. W latach 1629–1721 zamek funkcjonował jako siedziba młodszej linii hr. Nassau-Idstein, podniesionej w 1688 do rangi książęcej. Na dawnej bramie kanclerskie z końca XV w. znajduje się herb Nassau z rokiem 1497 (1₰9Λ).

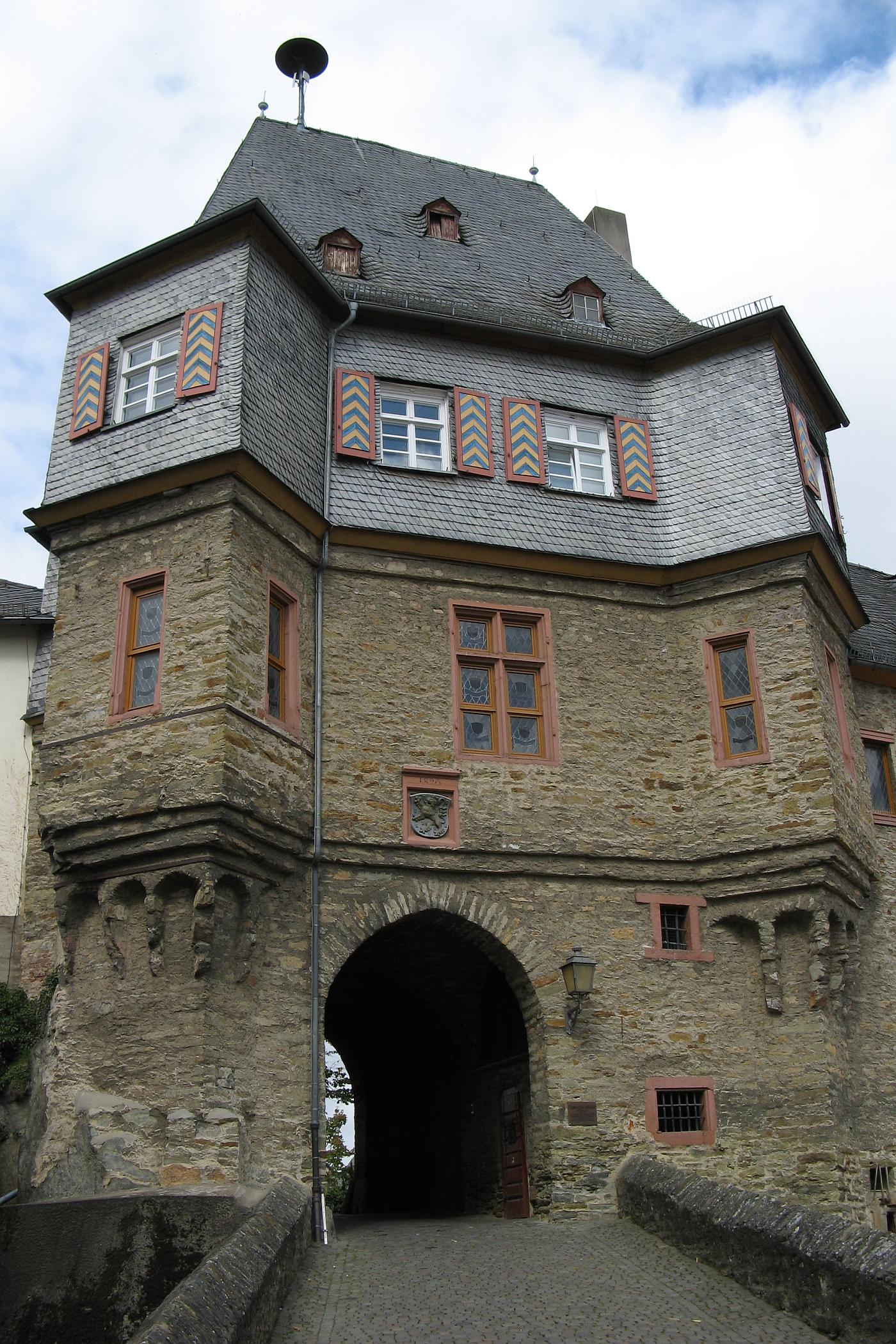
Budynek bramny z herbem i rokiem 1497
von Nassau